# Le Mystère du Baron de Lorcy
Pour l’article homonyme, voir Lorcy (homonymie).
Le Mystère du Baron de Lorcy (Les Aventures de Vick et Vicky : Le Mystère du Baron de Lorcy, Bruno Bertin & Jean Rolland, 1996, France) est le deuxième album de bande dessinée des Aventures de Vick et Vicky.

## Synopsis
Vick a déniché un petit château qui surplombe la baie du Mont-Saint-Michel, et dans le parc duquel la bande d'amis s'apprête à passer leurs vacances... Mais dès le lendemain matin de leur arrivée, ils découvrent dans la baie une jeune fille allongée sans connaissance. Elle se réveille affaiblie sans savoir ce qu'elle fait ici. S'ils n'étaient pas tombés sur elle, elle serait probablement morte noyée avec la mer montante. Denis penche pour une tentative de meurtre. Vick pense de même : quelqu'un l'a déposée dans la nuit, au milieu des roseaux pour qu'au matin, on croit au suicide. Ce qui signifie qu'elle est en danger. La personne qui a tenté de la tuer va vouloir savoir s'il a réussi son coup. Ils transportent Sonia, la jeune fille en question, jusqu'à une cabane de berger pour qu'elle se repose sous bonne garde.

## Personnages
Héros principaux
- Vick : tantôt de bonne ou de mauvaise humeur, c'est le héros de la série et le chef de la bande. Il habite Rennes.
- Vicky : chien de Vick, désigné mascotte de la patrouille des Élans, Vicky est un personnage important dans les aventures. Il aide régulièrement les enfants à se sortir de situations difficiles.

Scouts de la patrouille des Élans
- Jean-Sébastien : il est le chef de la patrouille et le sage de la bande.
- Tonino : Italien venu de Rome. Il était "chamois agile" avant d’être un "élan".
- Marc : le casse-cou de la bande. Toujours téméraire et partant dans l'aventure, il est sportif et passionné par la pêche.
- Denis : première apparition dans la série.

Personnages de l'histoire
- Georges Goudman baron de Lorcy
- Sonia Goudman : petite-fille du baron
- Yannick Bouzin : régisseur, ancien camarade de classe de Victor Le Gallo l'oncle de Vick.
- Marine Bouzin : épouse du régisseur
- Hortense : cuisinière
- Corentin : chauffeur, fils de la cuisinière
- Ronan : cousin de Vick, éleveur de moutons
- Maître Blouët : notaire et ami du baron
- le recteur de Pontorson
- Sébastien Février : commissaire principal à Saint-Malo, déjà vu dans le 1er album.

## Thèmes
captation d'héritage, tentative de meurtre, manipulation, accident de voiture, secret de famille, trésor.

## Lieux visités
La bande dessinée se passe dans la baie du Mont-Saint-Michel, on y voit des moutons de race suffolk élevés pour alimenter la filière Prés salés du Mont-Saint-Michel. Vick et Vicky reviendront au Mont Saint-Michel dans deux épisodes constituant le cycle des Archanges du Mont Saint-Michel.

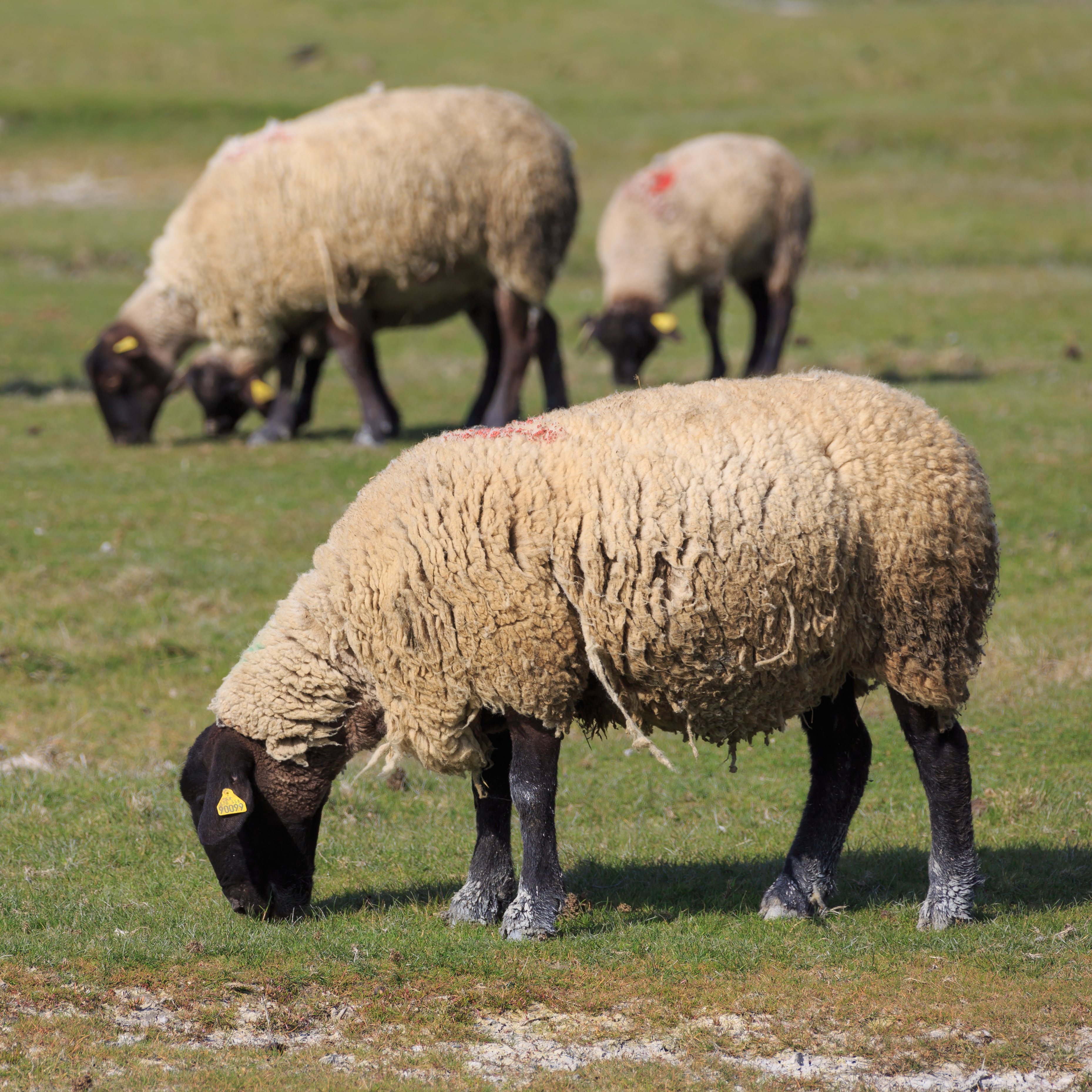
Moutons de race suffolk élevés pour alimenter la filière prés-salés du Mont-Saint-Michel
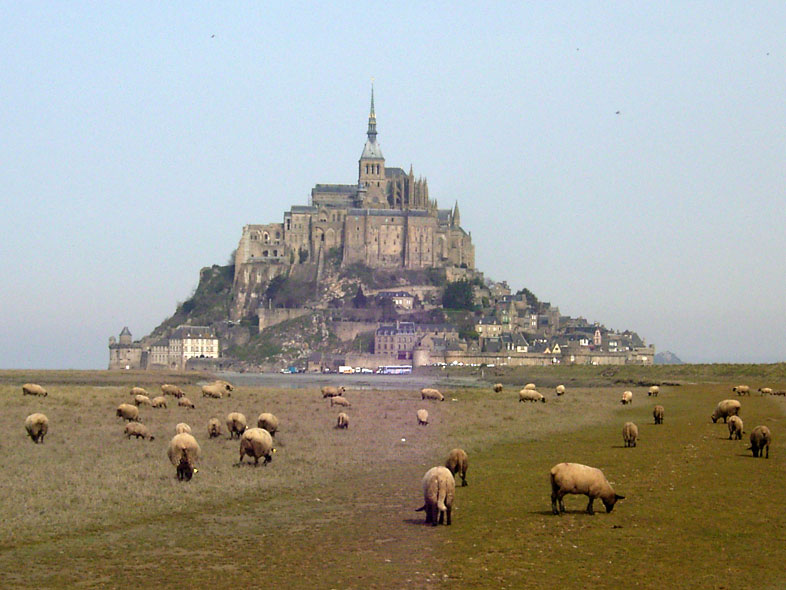
Moutons pâturant un pré-salé autour du Mont Saint-Michel
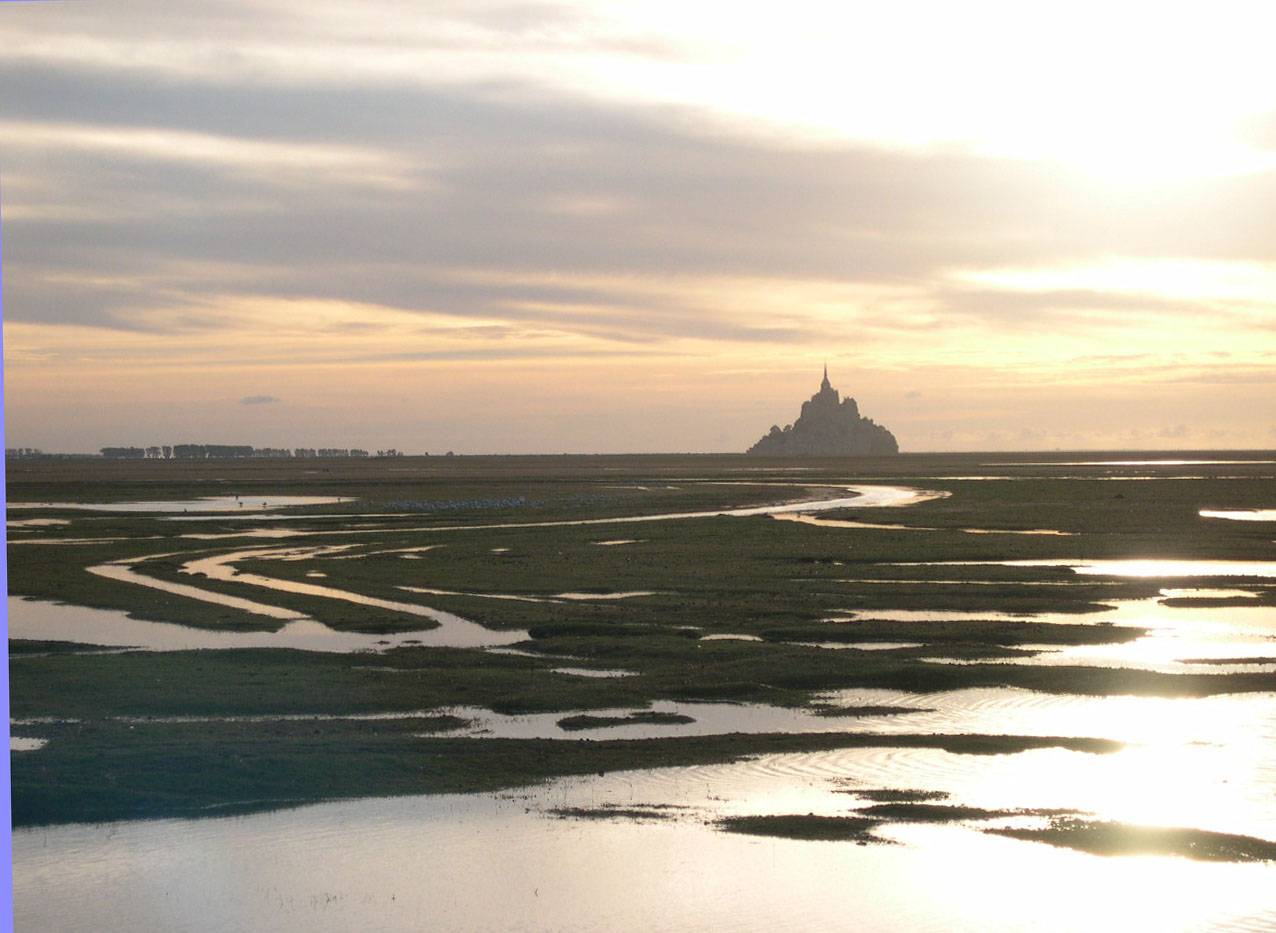
Mont Saint-Michel et prés-salés par soleil couchant
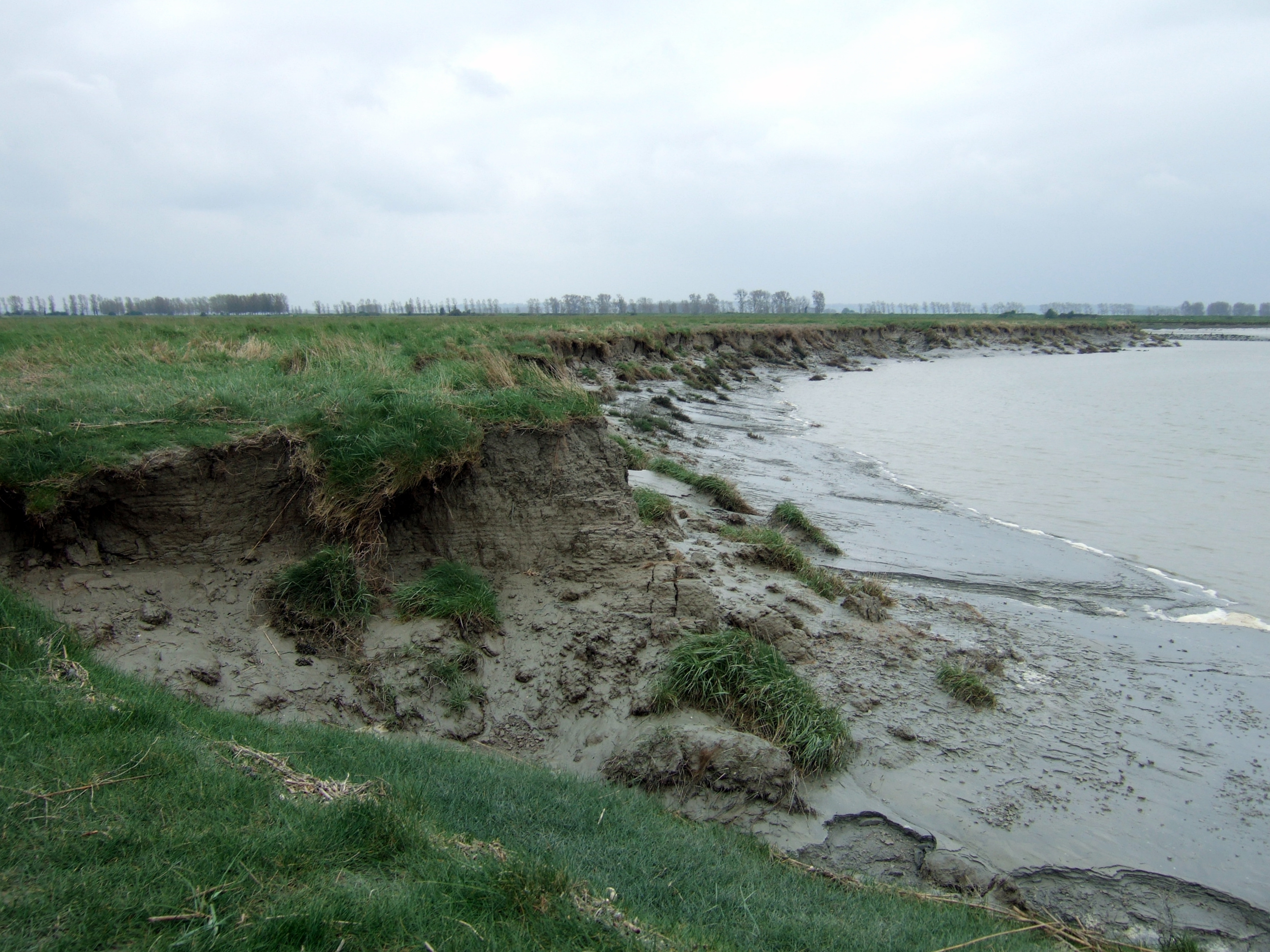
La marée basse expose une boue épaisse sur les rives du Couesnon.
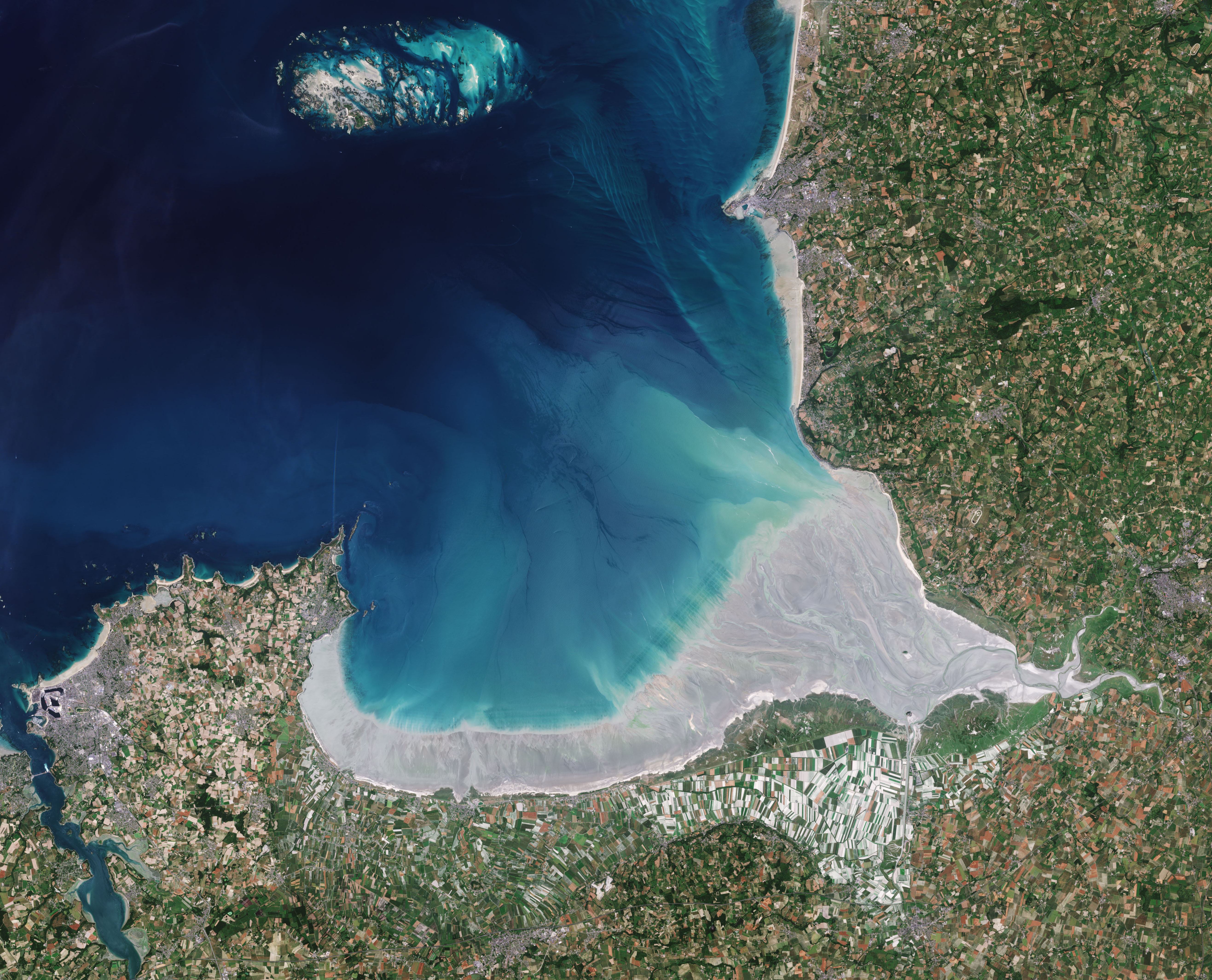
Image satellite de la baie du Mont-Saint-Michel.

## Autour de l'œuvre
Bruno Bertin aime faire des clins d'œil avec des personnages de bande dessinée. À la page 19 de l'album, on peut observer la rencontre entre Spirou et Fantasio dans la Turbotraction Turbo Rhino imaginée par Franquin, et Les Routiers de Malo Louarn et Dominique Mainguy.
Le nom complet du baron de Lorcy, Georges Goudman, comme le titre de l'album renvoie à la bande dessinée Le Trésor du Baron Goudman (Campéador, 1946), premier volume des aventures de "Puck Reporter" dessiné par Marc Ratal. Bruno Bertin rend ainsi hommage au dessinateur qui l'a marqué dans son enfance.

## Nouvelle édition
En 2019, pour les 25 ans des Aventures de Vick et Vicky et après quinze ans d’absence dans les bacs des librairies, Bruno Bertin a décidé de refondre entièrement le tome 2 de la série. En plus de l'évolution du dessin (personnages et décors), la mise en page a aussi changé. L'album s’ouvre sur le visuel de la nouvelle gare de Saint-Malo édifiée en 2005. On constate que Vicky le chien a perdu ses moustaches. La voiture de Franquin a disparu.